# William O. Douglas Wilderness
La William O. Douglas Wilderness est une aire sauvage américaine de 680,8 km2 située dans le centre de l’État de Washington au nord-ouest des États-Unis.
La réserve naturelle, créée en 1984, est gérée par les employés du Service des forêts des États-Unis qui s’occupent des forêts nationales de Gifford Pinchot et de Wenatchee. Elle est située à la frontière orientale du parc national du mont Rainier.

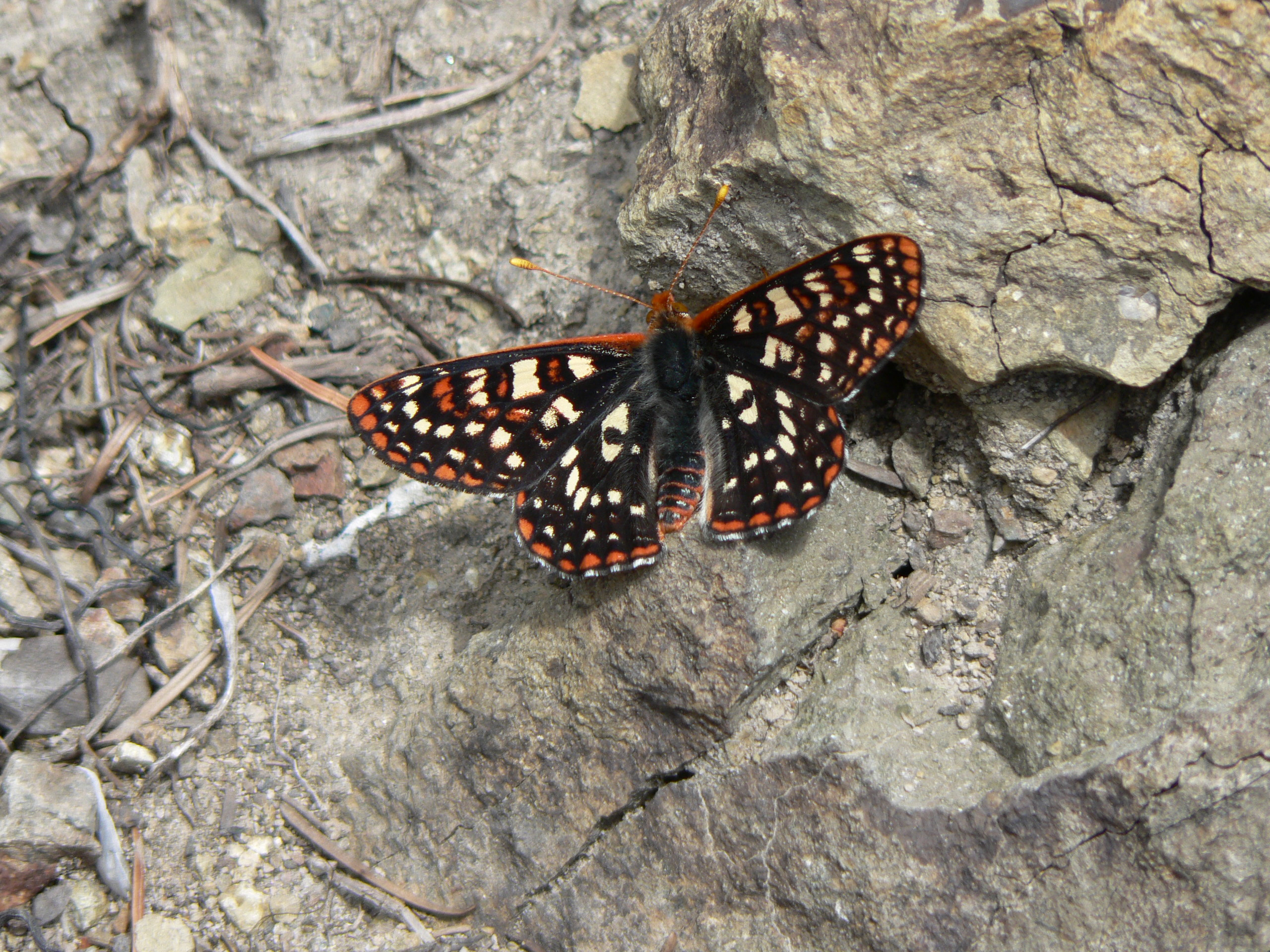
Le Damier variable (Euphydryas chalcedona), un papillon présent dans l’aire sauvage.

Le plus haut sommet de l’aire sauvage, le mont Aix culmine à 2 367 m d’altitude. Environ 40 km du sentier de grande randonnée Pacific Crest Trail traverse le parc. Cette région montagneuse, qui appartient à la chaine des Cascades, est couverte de forêts et de petits lacs.
Elle tire son nom de William O. Douglas, un ancien juge de la cour suprême américaine de justice du temps du président Franklin D. Roosevelt. Ce juge était en particulier intéressé par la protection environnementale.

## Géographie
La réserve intégrale a une superficie de 684,24 km2, dont 63,57 km2 sont dans la forêt nationale Gifford Pinchot et 620,67 km2.